# Братя Люмиер
Братята Люмиер (на френски: lumière означава светлина), Огю̀ст Марѝ Луѝ Николà (на френски: Auguste Marie Louis Nicholas (19 октомври 1862, Безансон, Франция – 10 април 1954, Лион, Франция) и Луи Жан (Louis Jean) (5 октомври 1864, Безансон, Франция – 6 юни 1948, Бандол, Франция) са считани за основоположници на киното и едни от първите сценаристи, режисьори и оператори.

## Начало на кинематографията
Бащата на Луи и Огюст – Антоан Люмиер бил собственик на фабрика за производство на фотографски плаки, разположена в Лион. Тази фабрика не е никак случайна, като през 1890-те е сред най-големите европейски производители на фотографски продукти и материали. Луи Люмиер завършва техническата школа в града и започва работа при баща си. Именно по-младият брат Луи се превръща във виден технически специалист в областта на фотографията. Още през 1892 г. двамата братя експериментират със създаването на „движещи се картини“. През 1894 г. Луи Люмиер се запознава с експерименталното изобретение на Томас Едисън, наречено кинетоскоп (от гр. κινητός – движещ се и σκοπέω – гледам). Кинетоскопът обаче бил обемна машина, състояща се от две части. Едната била именно кинетоскопът, а другата се наричала „кинетограф“ – записващо устройство с перфорирана фотографска лента, която се върти, после се промива и се мести в кинетоскопа за прожектиране. Луи бил силно заинтригуван от „движещите се фотографии“ и възможностите за тяхното приложение пред публика. Двамата братя бързо съзират недостатъците в машината на Едисън и я подобряват. От френския инженер Леон Були закупуват правата за устройството на кинематографа и създават по-компактен апарат.
Проектът бил частично финансиран от по-възрастния брат Огюст, който през целия си живот се изявява като добър организатор и финансист. Заедно с братя Люмиер работят и френските инженери Жул Карпантие и Шарл Мойсон, които спомагат за създаването и разпространението на проекционен апарат за демонстрация на филмови ленти Този апарат е известен с названието – кинематограф. Първоначално новият апарат не е имал собствено име, но идеята за създаването на изкуство от „живи фотографии“ заляга в названието „кинематограф“, което по същество поставя началото и на съвременната кинематография (фр. Cinématographe, от стгр. κίνημα – движение и γράφειν – пиша). Братя Люмиер патентоват апарата през 1894 г. Кинематографът представлявал малка и семпла кутия, създадена от дърво и мед, с тегло от 5 кг. Това прави устройството изключително мобилно и годно да заснема, да копира контактно и да прожектира филмови ленти. Въпреки това възможностите за заснемане са били ограничени от технологията. Лентата се е движела със скорост от 16 кадъра в секунда и е достигала дължина от 18 метра.

### Първи филм
В края на лятото на 1894 г. Огюст и Луи Люмиер започват работа по снимките на първия си филм – Работници напускат фабриката Люмиер в края на работното време (фр. La Sortie des usines Lumière à Lyon). В свое интервю Луи Люмиер споменава, че по това време не е било възможно технически филмът да бъде заснет през есента или зимата, когато слънчевата светлина е по-слаба.
Филмът е прожектиран за пръв път на 21 март 1895 г. в Париж, като трае само 46 секунди. Въпреки това днес се счита, че „рожденият ден“ на киното е на 28 декември 1895 г., когато братя Люмиер организират първата платена публична прожекция в сутерена на парижкото „Гранд Кафе“. На събитието присъстват тридесет и трима посетители, които заплащат по един франк, за да видят няколко отделни сюжета, всеки с продължителност по около 50 – 60 секунди, колкото са били възможностите на лентата. Техниката на Луи Люмиер била нещо съвършено ново за публиката, а той бил превъзходен артист и умеел да подбира най-изразителните кадри за своите сюжети.

### Първи прожекции по света
До края на 1896 г. се провеждат демонстрации по целия свят – в Лондон, Рим, Кьолн, Женева, Мадрид, Санкт Петербург и Ню Йорк. На следващата година, на 27 февруари 1897 г., се състои и първата кинопрожекция в България. Първи на филмите на братя Люмиер се радват жителите на град Русе, а през следващите месеци има прожекции в цялата страна. Киносеансите са провеждани в съпровод от пиано или саксофон, тъй като самите филми били без звук. Звук във филмите се появява едва през втората половина на 1920-те.

### Принос в развитието на съвременното кино
Още в най-ранните филми на братя Люмиер е заложена основата за развитието на множество нови жанрове и техники, включвайки както документални сюжети (Работници напускат фабриката, Пристигането на влака и Пристигането на делегатите за фотографския конгрес в Лион) и филми за пътешествия (Айни в Едзо), така и игрални филми. Особен успех постига комедията Полетият поливач, в която братя Люмиер за пръв път се изявяват като истински сценаристи (сценарият е написан от Огюст Люмиер). Чисто технически филмът не се отличава особено, но именно умелата употреба на фарса поставя началото на модерното киноизкуство.
Самите филми демонстрират различни движения и сцени, които по онова време са интересни за зрителите – работата на ковачите, акробатични номера, обикновени сцени от улицата и живота и др. В „Пристигането на влака“ от дълбочина се появява влак, устремен към аудиторията, която отъждествява заснетото от апарата с реалността, възприемана през собствените си очи, а това поражда страх и вълнение. Някои от сюжетите са показвани в обратна проекция, придавайки още по-голяма изключителност на прожекциите. Така е в Разрушаването на стената, където пред очите на зрителите изведнъж се издига стена.
Луи Люмиер експериментира с редица прийоми, които по-късно стават неделима част от изкуството на кинематографията. Сред тях най-значимо място заемат каскадите и първите панорами, демонстрирани през 1896 г. във филмите Къпане в морето и Разрушаването на стената. Изключително внимание заслужава и идеята за снимането от движеща се платформа, като в началото ролята на платформа изиграва обикновена гондола, с която Еужен Промио, един от операторите на Люмиер, се придвижвал из венецианските канали. Кадрите се реализират през 1896 г. във филма Панорама на големия канал от една лодка.
Братя Люмиер за пръв път експериментират с филмовия монтаж. Луи Люмиер заснема серия от четири късометражни филми, свързани с работата на пожарникарите. Кадрите са заснети през 1895 г., като впоследствие Луи Люмиер прави опит да ги съедини. Именно това е и първия опит за филмов монтаж.
„Кинематографът“ на братя Люмиер привлича вниманието на заможни лица и различни компании, които се опитват да го закупят. Изобретението се разпространява бързо във Франция, Европа и Америка. В един момент братя Люмиер се изправят пред жестока конкуренция и така през 1897 г. излизат над 500 филма от различни автори. Повечето от тях не допринасят с нищо ново за развитието на киното и дори отблъскват широката публика. През 1946 г., две години преди да почине, Луи Люмиер завещава на френското кино над 1800 ленти. Само петдесетина от тях обаче са заснети от двамата братя. Всъщност до 1895 г. те разполагат само с една камера и едва по-късно са произведени други. Но още 1896 г. Луи Люмиер започва да обучава оператори, които да снимат с неговото изобретение. Сред тях се отличават имената на Промио, Мегиш, Дублиер и Шапю.
През 1898 г. братя Люмиер заснемат филмите Веселият скелет и Страстите Иисусови, след което Луи Люмиер решава, че повече няма да се занимава с кино и се отдава на развитието на технологията на цветната фотография. През 1903 г. братята Люмиер патентоват уникалната технология „аутохром“, правеща възможно заснемането на цветни фотографии. Тази технология остава популярна чак до средата на 1930-те години. През тези години Луи Лумиер експериментира със специфична техника за обработка на филм, подобна на днешното 3D кино, което обаче добива популярност едва 40 години по-късно.
Публичните прожекции с кинематографа продължават да се извършват до 1902 г. Апаратът присъства в каталозите на фабриката до 1907 г. След това братя Люмиер започват да произвеждат по-комплексни киноапарати.
През 1919 г. Луи Люмиер е избран за член на Френската академия на науките. По-късно във Франция е учредена награда на името на Луи Люмиер.